# Comitatul Broadwater, Montana
Comitatul Broadwater, conform originalului din engleză, Broadwater County, este unul din cele 56 comitate ale statului american  Montana.

## Geografie
Conform datelor înregistrate de United States Census Bureau, comitatul are o suprafață de 3.209 km² (sau 1,239 mile pătrate), dintre care uscatul reprezintă 3,086 km² (sau 1,191 mi²) iar restul de 123 km² (sau 48 mi²) este apă (3.84%).

### Drumuri importante
- Interstate 90
- U.S. Highway 12
- U.S. Highway 287
- Montana Highway 2

### Comitate alăturate
- Comitatul Meagher, Montana - nord și est
- Comitatul Gallatin, Montana - sud
- Comitatul Jefferson, Montana - vest
- Comitatul Lewis și Clark, Montana - nordvest

-->

### Zoneprotejate naţional
- Pădurea națională Helena (în original, Helena National Forest, se găsește parțial pe teritoriul comitatului)

## Demografie
|  | Graficele sunt indisponibile din cauza unor probleme tehnice. Mai multe informații se găsesc la Phabricator și la wiki-ul MediaWiki. |

Date: Wikidata - grafică realizată de Wikipedia